# Gabriel Estarellas
Gabriel Estarellas (Palma de Mallorca, 1952) es un guitarrista clásico, considerado uno de los mejores intérpretes en su instrumento. Su primer acercamiento con la guitarra fue a la edad de diez años en el colegio de La Salle de la misma ciudad donde nació. Ha sido catedrático de guitarra en el Real Conservatorio Superior de Música de Madrid y profesor honorario de la Universidad de San Agustín de Arequipa, Perú.
Como heredero de la escuela española de guitarra es uno de los máximos exponentes de música contemporánea en su instrumento. Cuenta con más de 200 obras estrenadas, numerosas composiciones y ha grabado más de 30 discos. En cada uno de sus conciertos ha obtenido el reconocimiento del público más exigente. 
Además de sus notables actuaciones como ejecutante, se ha caracterizado por impulsar el interés de compositores contemporáneos, muchos de ellos españoles, con el propósito de ampliar con sus composiciones el repertorio de la guitarra clásica. La mayoría de ellos le han dedicado sus obras para este instrumento, en el que ha conseguido aunar el virtuosismo con la intención expresiva de las obras.
Ha realizado conciertos en diversas ciudades de Europa, Asia y América. En sus conciertos suele interpretar diferentes autores y estilos, difundiendo así nuevos repertorios. 
Sus claras ejecuciones denotan una lógica formal, capaz de acercar al oyente a la esencia musical de las composiciones, sin pretender sobresalir con alardes técnicos exhibicionistas.

## Festivales y premios
Gabriel Estarellas ha participado en importantes festivales internacionales como el de Stresa, París, Santander, Pollensa, Alicante, Santiago de Compostela, el "Andrés Segovia" de Madrid, Córdoba, Puerto Rico, Cuba y el Festival de Música de Texas. Ha recibido numerosos premios entre los que se encuentran:
- En 2018 “Premio Rotary Mallorca Humanidades 2017-2018”, por su carrera profesional.
- En 2016 “Chitarra d’Oro” por la grabación de las “Obras Completas para Laúd” de J.S. Bach en Alessandria, Italia.
- En 2011 la Municipalidad Provincial de Arequipa en Perú le nombró “Huésped Ilustre” de la ciudad.
- En 2004 Premio Trujaman de la Guitarra individual, en reconocimiento a su carrera profesional.[3]
- En 1975 Primer premio en el Concurso Internacional de Guitarra Francisco Tárrega en Benicassim.
- En 1970 Primer Premio en el Concurso Internacional de Guitarra Viotti de Vercelli (Italia).
- En 1970 Primer premio en el Concurso Internacional de Guitarra Ramírez en Santiago de Compostela.

## Formaciones y directores
Han contado con su presencia en la Orquesta de Cámara Española, la de París y en la Reina Sofía. También en la Orquesta Nacional de España, la de Radio Televisión Española y la Sinfónica de Madrid. Las orquestas de Málaga, Murcia, Castilla y León y de las Islas Baleares tuvieron ocasión de disfrutar igualmente de su participación.
En cuanto a su trabajo internacional mencionar que ha tocado con la Netherlands Chamber Orchesta, Camerata de Houston, English Chamber Orchestra, London Mozart Players. Además, con la Filarmónica de Minsk, la Sinfónica Nacional de Cuba y la de Puerto Rico.
Directores como Enrique García Asensio, Odon Alonso, Leo Brouwer, Uros Lajovic, Christian Florea, Aldo Ceccato, José Collado, Arturo Tamayo, Leo Krämer, Víctor Pablo Pérez, Edmon Colomer, Antoni Ros Marbá, David Parry, Salvador Brotons, Manuel Galduf, José de Eusebio han tenido a Estarellas bajo su batuta.

## Compositores
Estarellas ha recibido el apoyo de importantes compositores a lo largo del tiempo. Compositores como Luis de Pablo, Antón García Abril, Claudio Prieto, Valentín Ruiz, Gabriel Fernández Álvez, Xavier Benguerel, Manuel Moreno-Buendía han aportado sus obras al guitarrista mallorquín.

### Estrenos en guitarra
| Compositor                  | Obra                                     | Fecha de estreno | Lugar                   |
| --------------------------- | ---------------------------------------- | ---------------- | ----------------------- |
| Alís, Román                 | Fantasía para guitarra                   | 19-10-1989       | Palma de Mallorca       |
| Alonso, Miguel              | Sonatina-Estudio II (Diabolus in musica) | 24-02-1993       | Madrid                  |
| Alonso, Miguel              | Preludio cromático                       | 11-05-1995       | Madrid                  |
| Artigues, Bartolomé         | Oceánic                                  | 04-07-1997       | Palma de Mallorca       |
| Artigues, Bartolomé         | Mandarines                               | 16-02-2002       | Madrid                  |
| Barce, Ramón                | Luz de luna                              | 17-08-1996       | Udalla (Santander)      |
| Benguerel, Xavier           | Preludio indefinido                      | 11-05-1995       | Madrid                  |
| Bernaola, Carmelo Alonso    | Preludio-Fantasía a la constancia        | 11-05-1995       | Madrid                  |
| Bertomeu, Agustín           | Fantasía Galante                         | 19-10-1989       | Palma de Mallorca       |
| Bertomeu, Agustín           | Preludio de amanecer                     | 11-05-1995       | Madrid                  |
| Bertomeu, Agustín           | Rapsodia española                        | 20-02-2002       | Madrid                  |
| Biberian, Gilbert           | Greek Suite                              | 14-02-1974       | Londres                 |
| Biberian, Gilbert           | Sonata n.º 2                             | 18-12-1985       | Paguera (Mallorca)      |
| Bibiloni, Joan              | Fantasía de lo meu                       | 23-06-1976       | Palma de Mallorca       |
| Bogdanovic, Dusan           | Tríptico en Homenaje a García Lorca      | 08-07-2004       | Winterthur              |
| Blanquer, Amando            | Impresiones lúdicas                      | 28-10-1976       | Santander               |
| Borrás de Riquer, Lorenzo   | Otoño                                    | 26-02-1975       | Trento (Italia)         |
| Borrás de Riquer, Lorenzo   | Crepúsculo                               | 19-12-1975       | Palma de Mallorca       |
| Brotons, Salvador           | Soliloqui                                | 17-08-1996       | Udalla (Santander)      |
| Brotons, Salvador           | Partita dels temperaments                | 04-04-2001       | Madrid                  |
| Brouwer, Leo                | Hoja de Álbum - La gota de agua          | 17-08-1996       | Udalla (Santander)      |
| Calatayud, Bartolomé        | Gavota fácil                             | 15-08-1965       | Palma de Mallorca       |
| Caldeira Cabral, Pedro      | Breve canto                              | 17-08-1996       | Udalla (Santander)      |
| Camarero, César             | Solo                                     | 17-08-1996       | Udalla (Santander)      |
| Carbonell, Xavier           | Abyssus                                  | 04-07-1997       | Palma de Mallorca       |
| Carbonell, Xavier           | Borrissol                                | 16-02-2002       | Madrid                  |
| Cardoso, Jorge              | Hayal                                    | 13-02-1995       | Madrid                  |
| Carlos, Jorge de            | Marisma, Op. 23                          | 13-02-1995       | Madrid                  |
| Castillo, Manuel            | Vientecillo de primavera                 | 17-08-1996       | Udalla (Santander)      |
| Coll, Juan                  | Sonatina lapona (dos guitarras)          | 15-08-1975       | Palma de Mallorca       |
| Coll, Juan                  | El primer somriure                       | 16-03-1979       | Palma de Mallorca       |
| Coll, Juan                  | La Cajita de ébano                       | 22-05-1982       | Palma de Mallorca       |
| Coll, Juan                  | El fum de la pipa                        | 21-07-1983       | La Puebla (Baleares)    |
| Cruz de Castro, Carlos      | Suite n.º 1                              | 25-04-1993       | Madrid                  |
| Cruz de Castro, Carlos      | Preludio n.º 1                           | 17-08-1996       | Udalla (Santander)      |
| Cruz de Castro, Carlos      | Rapsodia diabólica                       | 20-02-2002       | Madrid                  |
| Cruz, Zulema de la          | Preludio en Blanco y Negro               | 11-05-1995       | Madrid                  |
| Cruz, Zulema de la          | Preludio en Azul                         | 01-04-2000       | Madrid                  |
| Cruz, Zulema de la          | Preludio en Rojo                         | 01-04-2000       | Madrid                  |
| Cruz, Zulema de la          | Ecos de una cuerda                       | 22-10-2012       | Madrid                  |
| Charles, Agustín            | El vol de la fada                        | 17-08-1996       | Udalla (Santander)      |
| Chaviano, Flores            | Fantasía son                             | 13-02-1995       | Madrid                  |
| Chaviano, Flores            | Iya, mo dukpe fóbae                      | 17-08-1996       | Udalla (Santander)      |
| Darias, Javier              | En tierra de Lorna                       | 17-08-1996       | Udalla (Santander)      |
| Delgado, Alexandre          | Quien me libra                           | 17-08-1996       | Udalla (Santander)      |
| Deyá, Pedro                 | Primavera en Mallorca                    | 19-06-1976       | Porto Cristo (Mallorca) |
| Deyá, Pedro                 | Romántica                                | 19-06-1976       | Porto Cristo (Mallorca) |
| Deyá, Pedro                 | Nana                                     | 19-06-1976       | Porto Cristo (Mallorca) |
| Deyá, Pedro                 | Amor Triunfante                          | 19-06-1976       | Porto Cristo (Mallorca) |
| Díez, Consuelo              | Preludio nel giardino                    | 11-05-1995       | Madrid                  |
| Dodgson, Stephen            | Partita n.º 3                            | 30-01-1983       | Madrid                  |
| Eastwood, Tom               | Amphora                                  | 06-12-1971       | Palma de Mallorca       |
| Estévez, Francisco          | Uana                                     | 19-12-1975       | Palma de Mallorca       |
| Fernàndez Alvez, Gabriel    | Fantasía para guitarra                   | 19-10-1989       | Palma de Mallorca       |
| Fernàndez Alvez, Gabriel    | Sonata Poética                           | 30-01-1991       | Madrid                  |
| Fernàndez Alvez, Gabriel    | Sonatina Virtual                         | 24-02-1993       | Madrid                  |
| Fernàndez Alvez, Gabriel    | Liturgia de Cristal (12 Preludios)       | 13-12-1993       | Madrid                  |
| Fernández, José Manuel      | Variaciones sobre un tema mallorquín     | 13-02-1995       | Madrid                  |
| Gallardo, José María        | Luna nueva                               | 13-02-1995       | Madrid                  |
| García Abril, Antón         | Vademécum (24 piezas)                    | 25-09-1987       | Salamanca               |
| García Abril, Antón         | Fantasía Mediterránea                    | 06-04-1988       | Palma de Mallorca       |
| García Abril, Antón         | Dedicatoria                              | 06-12-1992       | Madrid                  |
| García Abril, Antón         | Preludio de Madrid                       | 11-05-1995       | Madrid                  |
| García Abril, Antón         | Preludio de París                        | 16-10-1995       | París                   |
| García Abril, Antón         | Preludio de Atenas                       | 22-10-1995       | Hamburgo (Alemania)     |
| García Abril, Antón         | La noche de los secretos                 | 17-08-1996       | Udalla (Santander)      |
| García Abril, Antón         | Nocturnos de luna sobre el agua          | 03-08-2011       | Arequipa (Perú)         |
| García Román, José          | Y con la maza dando...                   | 17-08-1996       | Udalla (Santander)      |
| Gilardino, Angelo           | Estrellas para Estarellas                | 09-05-1971       | Santhiá (Italia)        |
| Gilardino, Angelo           | Appaloosa                                | 10-04-1972       | Mortara (Italia)        |
| Gilardino, Angelo           | Sonata n.º 2 "Hivern florit"             | 24-06-1986       | Palma de Mallorca       |
| Gilardino, Angelo           | Nirvana                                  | 16-02-2002       | Madrid                  |
| Gilardino, Angelo           | Tríptico de las visiones                 | 08-07-2004       | Winterthur              |
| Glozer, Bruce               | Study I for guitar                       | 24-01-1970       | Palma de Mallorca       |
| Guerrero, Francisco         | Ramas II                                 | 17-08-1996       | Udalla (Santander)      |
| Guinjoan, Joan              | Cielo vacío                              | 17-08-1996       | Udalla (Santander)      |
| Guinovart, Carles           | Desglaç                                  | 17-08-1996       | Udalla (Santander)      |
| Heinzer, Josef Peter        | Triptychon der Korallen                  | 08-07-2004       | Winterthur              |
| Homs, Joaquín               | El color de las flores                   | 17-08-1996       | Udalla (Santander)      |
| Jiménez, Miguel Ángel       | Duelos y Quebrantos                      | 15-10-2010       | Madrid                  |
| Jiménez, Miguel Ángel       | La del alba sería                        | 22-10-2012       | Madrid                  |
| Juliá, Bernardo             | Nostalgia                                | 10-12-1972       | Palma de Mallorca       |
| Juliá, Bernardo             | Estampas de Mallorca                     | 23-06-1976       | Palma de Mallorca       |
| Juliá, Bernardo             | Toccata-Fantasía                         | 19-10-1989       | Palma de Mallorca       |
| Juliá, Bernardo             | Capricho                                 | 04-07-1997       | Palma de Mallorca       |
| Lanchares, Santiago         | Llamada                                  | 17-08-1996       | Udalla (Santander)      |
| Larrauri, Antón             | Preludio del agur                        | 11-05-1995       | Madrid                  |
| Linares, Miguel Ángel       | Ritos                                    | 13-02-1995       | Madrid                  |
| López López, José M.        | White ink                                | 17-08-1996       | Udalla (Santander)      |
| Mariné, Sebastián           | NINGÚ mai ho sabrá                       | 15-10-2010       | Madrid                  |
| Melo, Virgilio              | Perdendosi                               | 17-08-1996       | Udalla (Santander)      |
| Medina, Juan                | Amor Gitano                              | 22-10-2012       | Madrid                  |
| Millán de las Heras, Manuel | Passacaglia                              | 15-10-2010       | Madrid                  |
| Millán de las Heras, Manuel | Tres escenas nocturnas                   | 22-10-2012       | Madrid                  |
| Montsalvatge, Xavier        | Adagietto spiritual                      | 17-08-1996       | Udalla (Santander)      |
| Morales-Caso, Eduardo       | Samskara                                 | 15-10-2010       | Madrid                  |
| Morales-Caso, Eduardo       | Trois Sortiléges                         | 22-10-2012       | Madrid                  |
| Moreno-Buendía, Manuel      | Preludio del silencio perdido            | 11-05-1995       | Madrid                  |
| Moreno-Buendía, Manuel      | Partita del silencio perdido             | 04-04-2001       | Madrid                  |
| Pablo, Luis de              | Fábula                                   | 12-03-1992       | Madrid                  |
| Pérón Cano, Carlos          | Necronomicón                             | 15-10-2010       | Madrid                  |
| Pinho Vargas, Antonio       | Luna-Quatro fases                        | 17-08-1996       | Udalla (Santander)      |
| Pires, Filipe               | Disimulación                             | 17-08-1996       | Udalla (Santander)      |
| Prieto, Claudio             | Fantasía Balear                          | 19-10-1989       | Palma de Mallorca       |
| Prieto, Claudio             | Sonata 9 "Canto a Mallorca"              | 30-01-1991       | Madrid                  |
| Prieto, Claudio             | Contaba y Contaba                        | 12-03-1992       | Madrid                  |
| Prieto, Claudio             | Preludio de luz y calor                  | 11-05-1995       | Madrid                  |
| Prieto, Claudio             | Partita del alma                         | 04-04-2001       | Madrid                  |
| Prieto, Claudio             | Rapsodia gitana                          | 20-02-2002       | Madrid                  |
| Puerto, David del           | Poema                                    | 17-08-1996       | Udalla (Santander)      |
| Puerto, David del           | Danza de Otoño                           | 15-10-2010       | Madrid                  |
| Puerto, David del           | Tres piezas para Gabriel                 | 22-10-2012       | Madrid                  |
| Riviere, Pablo              | Acuarelas                                | 28-09-1991       | Alicante                |
| Roncero, Vicente            | About Jani                               | 15-10-2010       | Madrid                  |
| Rosetta, Giuseppe           | Sei Poemi Brevi                          | 09-05-1971       | Santhiá (Italia)        |
| Rosetta, Giuseppe           | Mirage                                   | 10-12-1971       | Valladolid              |
| Rubén Gómez, Carlos         | Melodía para un Ángel                    | 16-02-2002       | Madrid                  |
| Rueda, Jesús                | Remembrance                              | 17-08-1996       | Udalla (Santander)      |
| Ruiz, Juan Manuel           | Rapsodia Tinamar                         | 20-02-2002       | Madrid                  |
| Ruiz, Valentín              | Fantasía Española                        | 19-10-1989       | Palma de Mallorca       |
| Ruiz, Valentín              | Sonata de las Soleares                   | 30-01-1991       | Madrid                  |
| Ruiz, Valentín              | Sonatina Ritual                          | 24-02-1993       | Madrid                  |
| Ruiz, Valentín              | Rapsodia en plus                         | 20-02-2002       | Madrid                  |
| Sánchez-Cañas, Sebastian    | Sonatina                                 | 24-02-1993       | Madrid                  |
| Santos, Alicia              | Preludio n.º 1                           | 04-07-1997       | Palma de Mallorca       |
| Sotelo, Mauricio            | El amor imposible                        | 17-08-1996       | Udalla (Santander)      |
| Stéfani, Daniel             | Elegía VII                               | 22-10-1995       | Hamburgo (Alemania)     |
| Stoker, Richard             | Improvisation                            | 10-04-1972       | Mortara (Italia)        |
| Stoker, Richard             | Sonatina, Op. 42                         | 14-02-1974       | Londres                 |
| Tizón Díaz, Manuel          | Tocata, fuga y fantasía                  | 15-10-2010       | Madrid                  |
| Torrent, Jaume              | Fantasía, Op. 46                         | 13-02-1995       | Madrid                  |
| Torres, Jesús               | Mirada final                             | 17-08-1996       | Udalla (Santander)      |
| Turina, José Luis           | Monólogos del viento y de la roca        | 13-12-1993       | Madrid                  |
| Turina, José Luis           | Preludio sobreesdrújulo                  | 11-05-1995       | Madrid                  |
| Turina, José Luis           | Elegía                                   | 17-08-1996       | Udalla (Santander)      |
| Vázquez del Fresno, Luis    | Sonatina Española, Op. 52                | 24-02-1993       | Madrid                  |
| Villa-Rojo, Jesús           | Sonatina                                 | 24-02-1993       | Madrid                  |

#### Estrenos en guitarra y orquesta
| Compositor               | Obra                                 | Fecha de estreno | Lugar              |
| ------------------------ | ------------------------------------ | ---------------- | ------------------ |
| Benguerel, Xavier        | Concertante                          | 21-05-1994       | La Habana (Cuba)   |
| Bertomeu, Agustín        | Concierto para un español rutilante  | 10-02-2003       | Madrid             |
| Blanquer, Amando         | Concierto "Homenaje a J.R.Jiménez"   | 16-01-1975       | Palma de Mallorca  |
| Brouwer, Leo             | Concierto de Benicasim               | 31-08-2002       | Benicasim (España) |
| Coll, Juan               | Fantasía Atlántica                   | 28-05-1977       | Manacor (Baleares) |
| Fernández Alvez, Gabriel | Concierto Asmar                      | 19-10-1991       | Madrid             |
| Fernández Alvez, Gabriel | Concierto Cervantino                 | 29-09-1993       | Madrid             |
| García Abril, Antón      | Homenaje a Sor                       | 21-05-1992       | Madrid             |
| García Abril, Antón      | Concierto de Gibralfaro              | 03-05-2004       | Málaga             |
| Juliá, Bernardo          | Concierto Juglar (Versión Coral)     | 23-05-1975       | Palma de Mallorca  |
| Juliá, Bernardo          | Concierto Juglar (Versión Orquestal) | 20-01-1978       | Palma de Mallorca  |
| Moreno-Buendía, Manuel   | Concierto Goyesco                    | 15-08-2006       | Palma de Mallorca  |
| Prieto, Claudio          | Concierto Poético                    | 01-04-2004       | Valladolid         |
| Ruiz, Valentín           | Concierto de Bellver                 | 07-02-1992       | Madrid             |
| Tansman, Alexandre       | Musique du Cour                      | 20-12-1971       | Palma de Mallorca  |
| Vicens, Miguel           | Fantasía en Fa sostenido menor       | 04-02-1982       | Palma de Mallorca  |

## Discos editados
| Compositor              | Álbum                                                  | Año  |
| ----------------------- | ------------------------------------------------------ | ---- |
| Manuel Moreno-Buendía   | Integral de Guitarra y Orquesta                        | 2005 |
| Claudio Prieto          | Obra para Guitarra                                     | 2003 |
| Varios autores          | Seis Sonatinas para Guitarra                           | 2001 |
| Bernardo Juliá          | Obras para guitarra                                    | 2001 |
| Varios autores          | Música Contemporánea Española e Italiana para Guitarra | 1998 |
| Ángel Barrios           | Obra completa para guitarra                            | 1995 |
| Antón García Abril      | Integral de los conciertos para guitarra y orquesta    | 1994 |
| Gabriel Fernández Alvez | Obra completa para guitarra                            | 1994 |
| Antón García Abril      | Obra integral para guitarra sola                       | 1993 |
| Varios autores          | La guitarra española "Sonatas"                         | 1991 |

### Composiciones
- Diez estudios de virtuosismo (2001-2002)
- Homenaje a Marcel Proust (2003)
- Fantasía para una Dama (2003)
- Preludio I (2004)
- Preludio II (2004)
- Homenaje a Charles Chaplin (2015)
- Preludio III (2019)
- Preludio IV (2019)
- Tema con Variaciones y Tocata (2019)